# حاجی‌علی‌کند
حاجی‌علی‌کند، روستایی از توابع بخش مرکزی شهرستان مهاباد در استان آذربایجان غربی ایران است.

## جمعیت
این روستا در دهستان آختاچی غربی قرار دارد و براساس سرشماری مرکز آمار ایران در سال ۱۳۸۵، جمعیت آن ۷۶۵ نفر (۱۱۰ خانوار) بوده‌است.